# Keratom
Ein Keratom (oder Keratoma, griechisch) ist eine umschriebene, geschwulstartige Verhornungsstörung der Haut. Zu den Keratomen zählen das Keratoderma und im weiteren Sinne auch die Keratosis und die Ichthyosis.